# Thomas Fuller (scrittore)
Thomas Fuller (Rosehill, 24 giugno 1654 – 17 settembre 1734) è stato uno scrittore, medico e storico inglese.

## Biografia
Thomas Fuller è nato in Rosehill, contea del Sussex, da giovane frequentò il  Queens' College (Cambridge) divenendo medico. Praticò la professione di medico a Sevenoaks. Durante la sua attività professionale pubblicò diversi libri di Farmacopea.
Nel 1732 pubblicò una raccolta di proverbi inglesi ed internazionali nel libro “Gnomologia: Adagies and Proverbs”. Morì nel 1734.